# الدوري العراقي الممتاز 2015–16
الدوري النخبة الدور النهائي دوري فوكس العراقي الممتاز 2016 -2015 هو النسخة 42 من بطولة الدوري العراقي الممتاز منذ بدايته عام 1974، بدأ الدوري في 24 سبتمبر 2015 بمجموعتين، تضم كل مجموعة 10 أندية.

## الأندية المشاركة في دوري فوكس العراقي الممتاز
| 1  | نادي الزوراء      | باسم قاسم       |            |            |           |
| 2  | نادي نفط الوسط    | حمزة الجمل      |            |            |           |
| 3  | نادي الطلبة       | أيوب أوديشو     |            |            |           |
| 4  | نادي النفط        | حسن أحمد        |            |            |           |
| 5  | نادي نفط ميسان    | احمد دحام       | عباس عبيد  |            |           |
| 6  | نادي نفط الجنوب   | عماد عودة       |            |            |           |
| 7  | نادي السماوة      | محمد علوش       |            |            |           |
| 8  | نادي الكهرباء     | خالد محمد صبار  | علي هادي   |            |           |
| 9  | نادي الكرخ        | كريم حسين       | حيدر محمد  | عصام حمد   |           |
| 10 | نادي دهوك         | اشتي مصطفى      | ثائر جسام  | حازم صالح  |           |
| 11 | نادي الشرطة       | هاشم رضا        | راضي شنيشل | قحطان جثير | حكيم شاكر |
| 12 | نادي الميناء      | حسام السيد      |            |            |           |
| 13 | نادي بغداد        | أحمد خلف[ ؟ ]   |            |            |           |
| 14 | نادي الحدود       | عادل نعمة       |            |            |           |
| 15 | نادي كربلاء       | حيدر يحيى       |            |            |           |
| 16 | نادي النجف        | عماد محمد       | علي وهيب   |            |           |
| 17 | نادي زاخو         | إيلي ستان       |            |            |           |
| 18 | نادي الصناعة      | حمزة داود       |            |            |           |
| 19 | نادي القوة الجوية | صباح عبد الجليل |            |            |           |
| 20 | نادي أربيل        | أحمد صلاح علوان | ثائر أحمد  |            |           |

ملاحظة 1الخط غليظ يشير إلى الأندية المشاركة في دوري فوكس العراقي الممتاز، الدوري العراقي الممتاز 2016-2015
ملاحظة 2الخط مائل يشير إلى الأندية غير المشاركة في دوري فوكس العراقي الممتاز، الدوري العراقي الممتاز 2016-2015
يتكون العراق من 18 محافظة

محافظات العراق
| * محافظة بغداد * محافظة البصرة * محافظة دهوك * محافظة كربلاء                    | * محافظة ميسان * محافظة النجف * محافظة المثنى * محافظة اربيل                         |
| * محافظة كركوك * محافظة ديالى * محافظة ذي قار * محافظة بابل * محافظة صلاح الدين | * محافظة الديوانية * محافظة الأنبار * محافظة نينوى * محافظة واسط * محافظة السليمانية |

### الأندية العراق حسب المحافظات
| 1                                                                                | نادي الزوراء              | محافظة بغداد      | محافظة بغداد 10 أندية |
| 2                                                                                | نادي الطلبة               | محافظة بغداد      |                       |
| 3                                                                                | نادي القوة الجوية         | محافظة بغداد      |                       |
| 4                                                                                | نادي الشرطة[ ؟ ]          | محافظة بغداد      |                       |
| 5                                                                                | نادي النفط                | محافظة بغداد      |                       |
| 6                                                                                | نادي الحدود               | محافظة بغداد      |                       |
| 7                                                                                | نادي بغداد                | محافظة بغداد      |                       |
| 8                                                                                | نادي الكرخ                | محافظة بغداد      |                       |
| 9                                                                                | نادي الكهرباء             | محافظة بغداد      |                       |
| 10                                                                               | نادي الصناعة              | محافظة بغداد      |                       |
| 11                                                                               | نادي الميناء              | محافظة البصرة     |                       |
| 12                                                                               | نادي نفط الجنوب           | محافظة البصرة     | محافظة البصرة 2 أندية |
| 13                                                                               | نادي النجف                | محافظة النجف      | محافظة النجف 2 أندية  |
| 14                                                                               | نادي نفط الوسط            | محافظة النجف      |                       |
| 15                                                                               | نادي دهوك العراقي (انسحب) | محافظة دهوك       | محافظة دهوك 2 أندية   |
| 16                                                                               | نادي زاخو العراقي         | محافظة دهوك       |                       |
| 17                                                                               | نادي كربلاء               | محافظة كربلاء     | محافظة كربلاء 1 أندية |
| 18                                                                               | نادي نفط ميسان            | محافظة ميسان      | محافظة ميسان 1 أندية  |
| 19                                                                               | نادي السماوة العراقي      | محافظة المثنى     | محافظة المثنى 1 أندية |
| 20                                                                               | نادي أربيل                | محافظة أربيل      | محافظة أربيل 1 أندية  |
| محافظات العراق التي لا توجد الأندية في بطولة دوري فوكس العراقي الممتاز 2016-2015 |                           |                   |                       |
| 1                                                                                | لا يوجد نادي              | محافظة ديالى      |                       |
| 2                                                                                | لا يوجد نادي              | محافظة ذي قار     |                       |
| 3                                                                                | لا يوجد نادي              | محافظة بابل       |                       |
| 4                                                                                | لا يوجد نادي              | محافظة صلاح الدين |                       |
| 5                                                                                | لا يوجد نادي              | محافظة الديوانية  |                       |
| 6                                                                                | لا يوجد نادي              | محافظة الأنبار    |                       |
| 7                                                                                | لا يوجد نادي              | محافظة الموصل     |                       |
| 8                                                                                | لا يوجد نادي              | محافظة واسط       |                       |
| 9                                                                                | لا يوجد نادي              | محافظة كركوك      |                       |
| 10                                                                               | لا يوجد نادي              | محافظة السليمانية |                       |

## الأندية المشاركة

### نظام الدوري
قرر الاتحاد العراقي لكرة القدم أن يكون دوري فوكس العراقي من 20 أندية يقسموا إلى مجموعتين ستلعب الأندية في كل مجموعة بطريقة الدوري ذهابا وإيابا ويصعد اربع أندية من كل مجموعة إلى المرحلة النهائية لتحديد بطل الدوري العراقي الممتاز وستلعب الأندية الثمانية بطريقة الدوري ذهابا وإيابا والمتصدر سيكون بطلا للدوري وهبوط نادي واحد من كل مجموعة من درجة الأولى (دوري المجموعات) إلى دوري المظاليم.
اتحاد الكرة العراقي يضع آلية لتوزيع أندية فـي قرعة دوري فوكس العراقي تنطلق منافساته يوم 14 أيلول المقبل إلى 1 حزيران بمشاركة 20 فريقاً من بغداد والمحافظات أجراء القرعة بنظام المجموعتين التي تم اعتماده في الاجتماع الذي عقده الاتحاد برئاسة عبد الخالق مسعود في نهاية شهر تموز الماضي كطريقة لإقامة منافسات دور المجموعات الذي سيقام خلال الفترة من 14 أيلول ولغاية 19 كانون الثاني المقبلين. حيث سيكون فريق نفط الوسط والجوية على رأس كل مجموعة فيما يتم توزيع الفرق الجماهيرية
(الشرطة والزوراء وأربيل والطلبة) على المجموعتين على ان يتم وضع (أربيل) في مجموعة الجوية في حين يتم توزيع أندية بغداد (النفط والكهرباء والحدود وأمانة بغداد والكرخ والصناعة) على 3 مستويات في المجموعتين يضم المستوى الأول (أمانة بغداد والكرخ والمستوى الثاني (النفط والحدود) والمستوى الثالث (الكهرباء والصناعة) وتابع شهاب انه سيتم توزيع ناديي (دهوك وزاخو) على المجموعتين وناديي (الميناء ونفط الجنوب) كذلك فيما يتم وضع نادي النجف عكس مجموعة نفط الوسط وتوزيع الأندية الثلاثة (نفط ميسان والسماوة وكربلاء) على المجموعتين بقرعة واحدة حيث ستلعب كل مجموعة بطريقة الدوري ذهابا وإيابا الذي سيتم فيه تأهل 8 فرق بواقع 4 فرق إلى الدور النهائي من كل مجموعة مع ترحيل النقاط التي حصل عليها كل نادٍ متأهل في الدوري الممتاز إلى دوري النخبة مع الفريق المتأهل حيث تخوض المنافسات بطريقة الدوري العام من مرحلتين ذهابا وإيابا ويتوج باللقب من يحصل على أعلى النقاط من الفرق الثمانية المتأهلة وأوضح انه تمت دعوة أندية الشرطة والطلبة والزوراء والكهرباء والحدود إلى اختيار ملعب خاص بها لإقامة مبارياتها في موعد أقصاه لا يتجاوز الأحد المقبل لكون تلك الفرق لا تملك ملعباً في الوقت الحاضر نظراً لأن عدداً منها يخضع ملعبه إلى حملة من الصيانة والترميم من اجل اعتماده في الكراس الذي سيتم طباعته وتوزيعه عليها وكذلك وسائل الإعلام المحلية والعربية والأجنبية، مشيراً إلى ان الاتحاد سيحصل على تعهد خطي من ممثلي تلك الأندية عدم الطلب بتأجيل أية مباراة لهم سواء في دور المجموعات أو النهائي بغض النظر عن عدد لاعبيها المشاركين مع المنتخبات الوطنية التي تنتظرها استحقاقات مهمة خلال الفترة المقبلة.
وتابع أحمد انه سيتم توزيع الكشوفات الخاصة بكل فريق خلال المؤتمر الفني على أن تسلم إلى الاتحاد في موعد أقصاه لا يتجاوز 6 أيلول المقبل حيث سترفق مع الكشف صورة إضافية لكل لاعب والملاك الإداري لغرض إصدار الباجات الخاصة التي سُمح فيها بتسجيل 40 لاعباً منهم 5 محترفين يشارك 4 منهم في كل مباراة.

### الأندية في دوري فوكس العراقي الممتاز 2016-2015
| نادي الزوراء | نادي الكرخ  | نادي الطلبة | نادي النفط | نادي نفط الوسط    | نادي نفط الجنوب | نادي نفط ميسان    | نادي الكهرباء | نادي السماوة العراقي | نادي دهوك انسحب قبل انتهاء الدوري* |
| نادي الصناعة | نادي الحدود | نادي كربلاء | نادي النجف | نادي القوة الجوية | نادي الشرطة     | نادي زاخو العراقي | نادي الميناء  | نادي بغداد           | نادي اربيل                         |

## الأندية المجموعة الأولى دوري فوكس العراقي الممتاز 2016-2015
| نادي الزوراء | نادي الكرخ | نادي الطلبة | نادي النفط | نادي نفط الوسط | نادي نفط الجنوب | نادي نفط ميسان | نادي الكهرباء | نادي السماوة العراقي | نادي دهوك انسحب قبل انتهاء الدوري* |

## جدول الدوري المجموعة الأولى دوري فوكس العراقي الممتاز
| مباراة الأياب ↓ مباراة الذهاب ←    | نادي الزوراء                 | نادي الكرخ | نادي الطلبة | نادي النفط                   | نادي نفط الوسط | نادي نفط الجنوب | نادي نفط ميسان               | نادي الكهرباء                | نادي السماوة العراقي | نادي دهوك انسحب قبل انتهاء الدوري* |
| نادي الزوراء                       |                              | 2–0        | 0–0         | 2–2                          | 2–1            | 0–0             | 0–0                          | 2–1                          | 2–1                  | 1–0                                |
| نادي الكرخ                         | 0–2                          |            | 4–4         | 0–0                          | 0–1            | 2–1             | 1–1                          | 1–0                          | 1–1                  | * الغيت بسبب انسحب نادي دهوك       |
| نادي الطلبة                        | 0–1                          | 1–0        |             | 0–1                          | 1–1            | 1–0             | 2–0                          | 3–1                          | 2–0                  | 3–0*عقوبة لعدم حضور الفريق         |
| نادي النفط                         | 0–1                          | 3–2        | 2–0         |                              | 0–0            | 2–1             | 1–0                          | 0–0                          | 4–1                  | 3–0                                |
| نادي نفط الوسط                     | 1–1                          | 1–0        | 1–0         | 1–0                          |                | 2–1             | 2–1                          | 3–0                          | 1–0                  | * الغيت بسبب انسحب نادي دهوك       |
| نادي نفط الجنوب                    | 2–2                          | 0–0        | 2–2         | 0–1                          | 2–3            |                 | 1–1                          | 0–0                          | 2–1                  | 3–1                                |
| نادي نفط ميسان                     | 1–3                          | 0–0        | 0–0         | 1–0                          | 2–2            | 1–0             |                              | 0–1                          | 2–0                  | 3–1                                |
| نادي الكهرباء                      | 1–2                          | 0–0        | 0–2         | 1–1                          | 0–0            | 0–0             | 0–1                          |                              | 1–1                  | 1–0                                |
| نادي السماوة                       | 0–1                          | 1–0        | 0–1         | 0–1                          | 3–1            | 0–1             | 2–2                          | 1–1                          |                      | 1–0                                |
| نادي دهوك انسحب قبل انتهاء الدوري* | * الغيت بسبب انسحب نادي دهوك | 1–0        | 1–1         | * الغيت بسبب انسحب نادي دهوك | 1–3            | 1–2             | * الغيت بسبب انسحب نادي دهوك | * الغيت بسبب انسحب نادي دهوك | 3–2                  |                                    |

المصدر: Goalzz.com
1الفريق صاحب الأرض الذي في أول عمود.

الألوان: أزرق= فوز صاحب الأرض; أصفر = تعادل; أحمر = خسارة صاحب الأرض.

## ترتيب الدوري النهائي المجموعة اللأولى دوري فوكس العراقي الممتاز 2016-2015
|  | متصدر الدوري المجموعة اللأولى 2016-2015 في الدوري العراقي الممتاز يتأهل إلي دورة تحديد بطل الدوري 2016-2015 ويلعب في الدوري العراقي الممتاز 2017-2016     |
|  | يتأهل صاحب مركز الوصيف المجموعة اللأولى 2016-2015 في الدوري العراقي الممتاز إلي دورة تحديد بطل الدوري 2016-2015 ويلعب في الدوري العراقي الممتاز 2017-2016 |
|  | يتأهل صاحب مركز الثالث المجموعة اللأولى 2016-2015 في الدوري العراقي الممتاز إلي دورة تحديد بطل الدوري 2016-2015 ويلعب في الدوري العراقي الممتاز 2017-2016 |
|  | يتأهل صاحب مركز الرابع المجموعة اللأولى 2016-2015 في الدوري العراقي الممتاز إلي دورة تحديد بطل الدوري 2016-2015 ويلعب في الدوري العراقي الممتاز 2017-2016 |
|  | بقاء في الدوري العراقي الممتاز المجموعة اللأولى 2016-2015 في الدوري العراقي الممتاز ويلعب في الدوري العراقي الممتاز 2017-2016                             |
|  | الهابط من الدوري العراقي الممتاز 2016-2015 المجموعة االلأولى إلى الدوري الدرجة الأولى 2017-2016                                                           |

- م = المركز
- لعب = المباريات الملعوبة
- فاز = عدد مباريات الفوز
- تعادل = عدد مباريات التعادل
- خسر = عدد مباريات الخسارة
- له = الأهداف التي سجلها
- عليه = الأهداف التي استقبلها
- +/- = فارق الأهداف
- النقاط = النقاط
- قواعد لتصنيف:

|    | الفريق                                                          | لعب | فاز | تعادل | خسر | متبقية | له | عليه | الفرق | النقاط | التاهيل او الهبوط | موقف النادي من التاهيل    |
| -- | --------------------------------------------------------------- | --- | --- | ----- | --- | ------ | -- | ---- | ----- | ------ | --- | ------------------------- |
| 1  | نادي الزوراء                                                    | 17  | 11  | 6     | 0   | 0      | 24 | 10   | 14    | 39     | متصدر مجموعة الأولى يتأهل إلي دورة تحديد بطل الدوري وبقاء في الدوري العراقي الممتاز 2016-2015 ويلعب في الدوري العراقي الممتاز 2017-2016 | تأهل إلى المرحلة النهائية |
| 2  | نادي نفط الوسط                                                  | 17  | 10  | 5     | 2   | 0      | 24 | 14   | 10    | 35     | وصيف مجموعة الأولى يتأهل إلي دورة تحديد بطل الدوري وبقاء في الدوري العراقي الممتاز 2016-2015 ويلعب في الدوري العراقي الممتاز 2017-2016  | تأهل إلى المرحلة النهائية |
| 3  | نادي النفط                                                      | 17  | 9   | 5     | 3   | 0      | 21 | 10   | 11    | 32     | ثالث مجموعة الأولى يتأهل إلي دورة تحديد بطل الدوري وبقاء في الدوري العراقي الممتاز 2016-2015 ويلعب في الدوري العراقي الممتاز 2017-2016  | تأهل إلى المرحلة النهائية |
| 4  | نادي الطلبة                                                     | 18  | 8   | 6     | 4   | 0      | 23 | 14   | 9     | 30     | رابع مجموعة الأولى يتأهل إلي دورة تحديد بطل الدوري وبقاء في الدوري العراقي الممتاز 2016-2015 ويلعب في الدوري العراقي الممتاز 2017-2016  | تأهل إلى المرحلة النهائية |
| 5  | نادي نفط ميسان                                                  | 17  | 6   | 6     | 5   | 0      | 16 | 16   | 0     | 24     | بقاء في الدوري العراقي الممتاز 2016-2015 ويلعب في الدوري العراقي الممتاز 2017-2016                                                      | بقاء                      |
| 6  | نادي نفط الجنوب                                                 | 18  | 4   | 6     | 8   | 0      | 18 | 21   | -3    | 18     | بقاء في الدوري العراقي الممتاز 2016-2015 ويلعب في الدوري العراقي الممتاز 2017-2016                                                      | بقاء                      |
| 7  | نادي الكهرباء                                                   | 17  | 3   | 7     | 7   | 0      | 9  | 17   | -8    | 16     | بقاء في الدوري العراقي الممتاز 2016-2015 ويلعب في الدوري العراقي الممتاز 2017-2016                                                      | بقاء                      |
| 8  | نادي السماوة                                                    | 18  | 3   | 4     | 11  | 0      | 15 | 26   | -11   | 13     | بقاء في الدوري العراقي الممتاز 2016-2015 ويلعب في الدوري العراقي الممتاز 2017-2016                                                      | بقاء                      |
| 9  | نادي الكرخ                                                      | 17  | 2   | 7     | 9   | 0      | 11 | 20   | -9    | 12     | بقاء في الدوري العراقي الممتاز 2016-2015 ويلعب في الدوري العراقي الممتاز 2017-2016                                                      | بقاء                      |
| 10 | نادي دهوك* (تم انزاله إلى الدرجة الأولى بسبب انسحابه من الدوري) | 12  | 2   | 1     | 9   | 6      | 9  | 22   | -13   | 7      | هبط من الدوري العراقي الممتاز 2016-2015 إلى دوري الأولى العراقي 2017-2016                                                               | هبط                       |

### المتأهلين من المجموعة الأولى نوادي الدوري النخبة الدور النهائي دوري فوكس العراقي الممتاز 2016-2015
| نادي الزوراء | نادي نفط الوسط | نادي النفط | نادي الطلبة |

### الأندية المجموعة الثانية دوري فوكس العراقي الممتاز 2016-2015
| نادي الصناعة | نادي الحدود | نادي كربلاء | نادي النجف | نادي القوة الجوية | نادي الشرطة[ ؟ ] | نادي زاخو العراقي | نادي الميناء | نادي بغداد | نادي اربيل |

### جدول الدوري المجموعة الثانية دوري فوكس العراقي الممتاز 2016-2015
| مباراة الأياب ↓ مباراة الذهاب ← | نادي الصناعة | نادي الحدود | نادي كربلاء | نادي النجف                   | نادي القوة الجوية | نادي الشرطة[ ؟ ] | نادي زاخو العراقي | نادي الميناء | نادي بغداد | نادي اربيل |
| نادي الصناعة                    |              | 0–0         | 1–1         | 1–1                          | 0–2               | 0–2              | 0–1               | 1–2          | 0–1        | 0–0        |
| نادي الحدود                     | 1–1          |             | 0–0         | 0–1                          | 1–2               | 1–2              | 1–0               | 0–2          | 0–1        | 0–0        |
| نادي كربلاء                     | 3–0          | 3–2         |             | 0–1                          | 1–0               | 1–1              | 1–0               | 3–1          | 1–1        | 1–1        |
| نادي النجف                      | 1–0          | 2–0         | 1–0         |                              | 0–1               | 3–2              | 0–0               | 1–0          | 0–2        | 1–3        |
| نادي القوة الجوية               | 0–2          | 2–0         | 1–0         | 3–0                          |                   | 2–0              | 0–0               | 1–2          | 3–1        | 2–0        |
| نادي الشرطة[ ؟ ]                | 1–0          | 1–0         | 1–0         | 2–1                          | 1–1               |                  | 1–0               | 0–1          | 1–0        | 2–3        |
| نادي زاخو العراقي               | 0–0          | 3–0         | 1–1         | 2–0                          | 2–0               | 2–1              |                   | 1–1          | 2–1        | 1–0        |
| نادي الميناء                    | 4–1          | 1–1         | 2–0         | 3–0 (عقوبة لعدم حضور الفريق) | 1–1               | 2–0              | 1–1               |              | 0–2        | 3–1        |
| نادي بغداد                      | 3–0          | 1–3         | 2–1         | 1–0                          | 0–1               | 2–0              | 2–1               | 0–0          |            | 2–2        |
| نادي اربيل                      | 1–1          | 1–1         | 0–0         | 2–0                          | ألغيت**           | 0–2              | 0–0               | 3–1          | 2–0        |            |

المصدر: Goalzz.com
1الفريق صاحب الأرض الذي في أول عمود.

الألوان: أزرق= فوز صاحب الأرض; أصفر = تعادل; أحمر = خسارة صاحب الأرض.

## ترتيب الدوري النهائي المجموعة الثانية دوري فوكس العراقي الممتاز2016-2015
|  | متصدر الدوري في المجموعة الثانية 2016-2015 في الدوري العراقي الممتاز يتأهل إلي دورة تحديد بطل الدوري 2016-2015 ويلعب في الدوري العراقي الممتاز 2017-2016  |
|  | يتأهل صاحب مركز الوصيف المجموعة الثانية 2016-2015 في الدوري العراقي الممتاز إلي دورة تحديد بطل الدوري 2016-2015 ويلعب في الدوري العراقي الممتاز 2017-2016 |
|  | يتأهل صاحب مركز الثالث المجموعة الثانية 2016-2015 في الدوري العراقي الممتاز إلي دورة تحديد بطل الدوري 2016-2015 ويلعب في الدوري العراقي الممتاز 2017-2016 |
|  | يتأهل صاحب مركز الرابع المجموعة الثانية 2016-2015 في الدوري العراقي الممتاز إلي دورة تحديد بطل الدوري 2016-2015 ويلعب في الدوري العراقي الممتاز 2017-2016 |
|  | بقاء في الدوري العراقي الممتاز 2016-2015 المجموعة الثانية في الدوري العراقي الممتاز ويلعب في الدوري العراقي الممتاز 2017-2016                             |
|  | الهابط من الدوري العراقي الممتاز 2016-2015 المجموعة الثانية إلى الدوري الدرجة الأولى 2017-2016                                                            |

- م = المركز
- لعب = المباريات الملعوبة
- فاز = عدد مباريات الفوز
- تعادل = عدد مباريات التعادل
- خسر = عدد مباريات الخسارة
- له = الأهداف التي سجلها
- عليه = الأهداف التي استقبلها
- +/- = فارق الأهداف
- النقاط = النقاط
- قواعد لتصنيف:

|    | الفريق            | لعب | فاز | تعادل | خسر | متبقية | له | عليه | الفرق | النقاط | التاهيل او الهبوط | موقف النادي من التاهيل    |
| -- | ----------------- | --- | --- | ----- | --- | ------ | -- | ---- | ----- | ------ | --- | ------------------------- |
| 1  | نادي القوة الجوية | 17  | 10  | 3     | 4   | 1      | 22 | 11   | 11    | 33     | متصدر مجموعة الثانية يتأهل إلي دورة تحديد بطل الدوري وبقاء في الدوري العراقي الممتاز 2016-2015 ويلعب في الدوري العراقي الممتاز 2017-2016 | تأهل إلى المرحلة النهائية |
| 2  | نادي الميناء      | 18  | 9   | 5     | 4   | 0      | 27 | 17   | 10    | 32     | وصيف مجموعة الثانية يتأهل إلي دورة تحديد بطل الدوري وبقاء في الدوري العراقي الممتاز 2016-2015 ويلعب في الدوري العراقي الممتاز 2017-2016  | تأهل إلى المرحلة النهائية |
| 3  | نادي بغداد        | 18  | 9   | 3     | 6   | 0      | 22 | 17   | 5     | 30     | ثالث مجموعة الثانية يتأهل إلي دورة تحديد بطل الدوري وبقاء في الدوري العراقي الممتاز 2016-2015 ويلعب في الدوري العراقي الممتاز 2017-2016  | تأهل إلى المرحلة النهائية |
| 4  | نادي الشرطة[ ؟ ]  | 18  | 9   | 2     | 7   | 0      | 20 | 19   | 1     | 29     | رابع مجموعة الثانية يتأهل إلي دورة تحديد بطل الدوري وبقاء في الدوري العراقي الممتاز 2016-2015 ويلعب في الدوري العراقي الممتاز 2017-2016  | تأهل إلى المرحلة النهائية |
| 5  | نادي زاخو         | 18  | 7   | 7     | 4   | 0      | 17 | 10   | 7     | 28     | بقاء في الدوري وبقاء في الدوري العراقي الممتاز 2016-2015 ويلعب في الدوري العراقي الممتاز 2017-2016                                       | بقاء                      |
| 6  | نادي أربيل        | 17  | 5   | 8     | 4   | 1      | 19 | 17   | 2     | 23     | بقاء في الدوري وبقاء في الدوري العراقي الممتاز2016-2015 ويلعب في الدوري العراقي الممتاز 2017-2016                                        | بقاء                      |
| 7  | نادي النجف        | 18  | 7   | 2     | 9   | 0      | 13 | 22   | -9    | 23     | بقاء في الدوري وبقاء في الدوري العراقي الممتاز 2016-2015 ويلعب في الدوري العراقي الممتاز 2017-2016                                       | بقاء                      |
| 8  | نادي كربلاء       | 18  | 5   | 7     | 6   | 0      | 16 | 16   | 0     | 22     | بقاء في الدوري وبقاء في الدوري العراقي الممتاز 2016-2015 ويلعب في الدوري العراقي الممتاز 2017-2016                                       | بقاء                      |
| 9  | نادي الحدود       | 18  | 2   | 6     | 10  | 0      | 11 | 23   | -12   | 12     | بقاء في الدوري وبقاء في الدوري العراقي الممتاز 2016-2015 ويلعب في الدوري العراقي الممتاز 2017-2016                                       | بقاء                      |
| 10 | نادي الصناعة      | 18  | 1   | 7     | 10  | 0      | 8  | 24   | -16   | 10     | هبط من الدوري العراقي الممتاز 2016-2015 إلى الدوري العراقي الأولى 2017-2016                                                              | هبط                       |

### نظام دوري النخبة
اتحاد الكرة يعلن رسميا عن الية دوري النخبة
أعلن اتحاد الكرة عن آلية المرحلة النهائية لدوري الكرة بعد الاجتماع الذي عقد ظهر اليوم في مقر الاتحاد بحضور رئيس اللجنة الأولمبية رعد حمودي.
حيث تم اعتماد الية اقامة المنافسات وفق نظام اقامة المباريات لمرحلة واحدة على ان تقام ست مباريات لاندية العاصمة في بغداد ومباراة واحدة خارجها من خلال القرعة، إذ ستتوجه ثلاث فرق بغدادية للبصرة لمواجهة الميناء وثلاثة أخرى إلى النجف لمواجهة نفط الوسط حسب القرعة التي ستجرى صباح يوم غد الأربعاء في مقر الاتحاد على ان يتم تحديد ملعب محايد لمواجهة الميناء ونفط الوسط.
ستلعب الاندية الثمانية بطريقة الدوري لمرحلة واحدة للفترة بين 2 أبريل إلى 20 مايو 2016 والمتصدر سيكون بطلا للدوري

### نوادي الدوري النخبة الدور النهائي دوري فوكس العراقي الممتاز 2016-2015
| نادي الزوراء | نادي نفط الوسط | نادي النفط | نادي الطلبة | نادي القوة الجوية | نادي الميناء | نادي بغداد | نادي الشرطة[ ؟ ] |

## جدول الدوري النخبة الدور النهائي دوري فوكس العراقي الممتاز 2016-2015
| مباراة لمرحلة واحدة | نادي الزوراء | نادي نفط الوسط | نادي النفط | نادي الطلبة | نادي القوة الجوية | نادي الميناء | نادي بغداد | نادي الشرطة[ ؟ ]             |
| نادي الزوراء        |              |                | 1–1        |             | 1–0               | 5–1          |            |                              |
| نادي نفط الوسط      | 0–1          |                | 1–0        | 1–1         |                   | 2–2          |            |                              |
| نادي النفط          |              |                |            | 1–1         |                   | 3–2          | 2–2        | 2–0                          |
| نادي الطلبة         | 1–1          |                |            |             |                   | 1–0          | 2–1        |                              |
| نادي القوة الجوية   |              | 1–3            | 2–0        | 1–2         |                   |              |            | 3–0 (عقوبة لعدم حضور الفريق) |
| نادي الميناء        |              |                |            |             | 1–0               |              | 1–0        | 2–2                          |
| نادي بغداد          | 0–2          | 1–2            |            |             | 0–4               |              |            |                              |
| نادي الشرطة[ ؟ ]    | 2–2          | 0–1            |            | 1–0         |                   |              | 1–2        |                              |

المصدر: Goalzz.com
1الفريق صاحب الأرض الذي في أول عمود.

الألوان: أزرق= فوز صاحب الأرض; أصفر = تعادل; أحمر = خسارة صاحب الأرض.

يرجى عدم تحديث الجدول فقط بعد أنتهاء مباراة.
- م = المركز
- لعب = المباريات الملعوبة
- فاز = عدد مباريات الفوز
- تعادل = عدد مباريات التعادل
- خسر = عدد مباريات الخسارة
- له = الأهداف التي سجلها
- عليه = الأهداف التي استقبلها
- +/- = فارق الأهداف
- النقاط = النقاط
- قواعد لتصنيف:

## ترتيب الدوري النهائي دوري فوكس العراقي الممتاز
|  | بطل دوري يتأهل إلي مرحلة المجموعات في كأس الاتحاد الآسيوي 2017                                                                |
|  | وصيف دوري يتأهل إلي مرحلة المجموعات في كأس الاتحاد الآسيوي 2017                                                               |
|  | بقاء في الدوري العراقي الممتاز المجموعة اللأولى 2016-2015 في الدوري العراقي الممتاز ويلعب في الدوري العراقي الممتاز 2017-2016 |

|   | الفريق            | لعب | فاز | تعادل | خسر | متبقية | له | عليه | الفرق | النقاط | التاهيل او الهبوط | موقف النادي من التأهيل                                                |
| - | ----------------- | --- | --- | ----- | --- | ------ | -- | ---- | ----- | ------ | --- | --------------------------------------------------------------------- |
| 1 | نادي الزوراء      | 7   | 4   | 3     | 0   | 0      | 13 | 5    | 8     | 15     | بطل الدوري مرحلة المجموعات في كأس الاتحاد الآسيوي 2017. بقاء في الدوري العراقي ويلعب في الدوري العراقي الممتاز 2016-2017      | بطل الدوري يتأهل إلي مرحلة المجموعات في كأس الاتحاد الآسيوي 2017      |
| 2 | نادي نفط الوسط    | 7   | 4   | 2     | 1   | 0      | 10 | 6    | 4     | 14     | وصيف بطل الدوري مرحلة المجموعات في كأس الاتحاد الآسيوي 2017 وبقاء في الدوري العراقي ويلعب في الدوري العراقي الممتاز 2016-2017 | وصيف بطل الدوري يتأهل إلي مرحلة المجموعات في كأس الاتحاد الآسيوي 2017 |
| 3 | نادي الطلبة       | 7   | 3   | 3     | 1   | 0      | 8  | 6    | 2     | 12     | بقاء في الدوري العراقي الممتاز 2015-2016 ويلعب في الدوري العراقي الممتاز 2016-2017                                            | بقاء في الدوري                                                        |
| 4 | نادي القوة الجوية | 7   | 3   | 0     | 4   | 0      | 11 | 7    | 4     | 9      | بقاء في الدوري العراقي الممتاز 2015-2016 ويلعب في الدوري العراقي الممتاز 2016-2017                                            | بقاء في الدوري                                                        |
| 5 | نادي النفط        | 7   | 2   | 3     | 2   | 0      | 9  | 9    | 0     | 9      | بقاء في الدوري العراقي الممتاز 2015-2016 ويلعب في الدوري العراقي الممتاز 2016-2017                                            | بقاء في الدوري                                                        |
| 6 | نادي الميناء      | 7   | 2   | 2     | 3   | 0      | 9  | 13   | -4    | 8      | بقاء في الدوري العراقي الممتاز2015-2016 ويلعب في الدوري العراقي الممتاز 2016-2017                                             | بقاء في الدوري                                                        |
| 7 | نادي الشرطة[ ؟ ]  | 7   | 1   | 2     | 4   | 0      | 6  | 12   | -6    | 5      | بقاء في الدوري العراقي الممتاز2015-2016 ويلعب في الدوري العراقي الممتاز 2016-2017                                             | بقاء في الدوري                                                        |
| 8 | نادي بغداد        | 7   | 1   | 1     | 5   | 0      | 6  | 14   | -8    | 4      | بقاء في الدوري العراقي الممتاز 2015-2016 ويلعب في الدوري العراقي الممتاز 2016-2017                                            | بقاء في الدوري                                                        |

## البطل دوري أندية العراق 2016-2015
| البطل دوري أندية العراق 2016-2015 |
| --------------------------------- |
| نادي الزوراء 13                   |

### قائمة الهدافين
تم تسجيل 378 هدفاً في 343 مباراة.
12 أهداف
- مهند عبد الرحيم كرار، نادي الزوراء
- حمادي أحمد، نادي القوة الجوية

10 أهداف
- عبد القادر طارق، نادي الطلبة
- عمر خريبين، نادي الميناء

9 أهداف
- علاء عبد الزهرة، نادي الزوراء

6 أهداف
- أيمن حسين، نادي النفط
- عماد محسن مجيد، نادي القوة الجوية
- أمجد وليد، نادي نفط الوسط
- محمد جبار شوكان، نادي الميناء
- جبار كريم، نادي كربلاء
- محمد خالد محمد خالد جفال، نادي أربيل

5 أهداف
- إمبو، نادي الحدود
- امير صباح، نادي نفط الوسط
- علي فائز عطية، نادي الشرطة[ ؟ ]
- مازن فياض، نادي نفط
- مروان عباس فاضل، نادي بغداد
- حسام مالك منور، نادي نفط الجنوب

4 أهداف
- لورانان كرسي، نادي نفط ميسان
- علي قاسم مشاري، نادي النفط
- وسام سعدون حنيحن، نادي نفط ميسان
- حسين عبد الواحد الغراوي، نادي زاخو
- امجد كلف، نادي الشرطة[ ؟ ]
- أمير صباح، نادي الشرطة[ ؟ ] في سابق، نادي الحالي، نادي زاخو
- عامر مذاع، نادي السماوة
- عمار عبد الحسين الأسدي، نادي الميناء
- علي صلاح هاشم، نادي الشرطة[ ؟ ] في سابق، نادي الحالي، نادي القوة الجوية
- مصطفى كريم عبد الله، نادي نفط الوسط
- كرار علي بري، نادي الكهرباء
- وليد كريم، نادي النفط الوسط في سابق، نادي الحالي، نادي النفط
- يحيى ادامو، نادي بغداد
- عبد الفتاح الآغا، نادي بغداد

3 أهداف
- عدي جفال، نادي الزوراء
- حسين جويد، نادي الزوراء
- يونس محمود، نادي الطلبة
- مصطفى احمد[ ؟ ]، نادي بغداد
- عبد الله عبد الامير، نادي بغداد
- الينوفا بكاري، نادي الكرخ
- امجد كلف، نادي الشرطة[ ؟ ]
- عبدالسلام الفيتوري، نادي زاخو
- ذو الفقار عايد، نادي النفط
- باسم علي حسن، نادي نفط الجنوب
- علاء الشبلي، نادي نفط الوسط
- صالح سدير، نادي نفط الوسط
- مهيمن سليم ملاخ، نادي السماوة
- علاء عباس عبد النبي، نادي كربلاء
- الينوفا بكاري، نادي الكرخ
- مروان حسين، نادي الشرطة[ ؟ ]
- علي حصني فيصل، نادي الميناء
- علي بهجت فاضل، نادي الميناء
- عبدالسلام الفيتوري، نادي زاخو
- باسل جعفر مصطفى، نادي أربيل
- أحمد عبد الأمير، نادي أربيل

هدفين
- لؤي صلاح، نادي الزوراء
- حسين عبد الواحد، نادي الزوراء
- حسين علي[ ؟ ]، نادي الزوراء
- ثائر كروما، نادي الطلبة
- ياسر عبد المحسن، نادي الطلبة
- جيمس كوام ابان، نادي الطلبة
- مصطفى جودة، نادي نفط
- فيصل كاظم، نادي نفط الجنوب
- علي عودة، نادي نفط الجنوب
- مارديك مارديكيان، نادي نفط الوسط
- نديم صباغ، نادي نفط الوسط
- كرار جاسم محمد، نادي نفط الوسط
- جاسم محمد، نادي نفط الوسط
- صالح سدير، نادي نفط الوسط
- حسن حمود علي، نادي نفط ميسان
- نبيل صباح زغير، نادي الشرطة[ ؟ ]
- امجد عطوان كاظم، نادي الشرطة[ ؟ ]
- زياد احمد، نادي الميناء
- عباس جمعة محسن، نادي الصناعة
- محمود خليل، نادي الصناعة
- سعيد محسن، نادي النجف
- رحيم اولابي، نادي النجف
- حمزة سلامة، نادي النجف
- سلطان جاسم، نادي النجف
- سجاد حسين عبد، نادي بغداد
- رضا نصر الله، نادي بغداد
- احمد حاضر، نادي السماوة
- علي عبد الله صلال، نادي السماوة
- علي عودة، نادي نفط الجنوب
- فيصل كاظم، نادي نفط الجنوب
- منار طه، نادي الحدود
- حسين عبد الرضا، نادي الحدود
- محمد حسن عبد الواحد، نادي القوة الجوية
- بشار رسن بنيان، نادي القوة الجوية
- حسين علي واحد، نادي القوة الجوية
- بسام قابل، نادي القوة الجوية
- سامر ماجد، نادي الكرخ
- حسن حمود علي، نادي نفط ميسان
- مرتضى هديب، نادي الكهرباء
- مهند بوعجيلة، نادي زاخو
- علي صبري عيسى، نادي كربلاء
- وليد كريم، نادي النفط الوسط في سابق، نادي الحالي، نادي النفط
- خالد مشير، نادي دهوك
- خالد موسى، نادي دهوك
- ميلاد زانيدبور، نادي أربيل

هدف
- زاهر ميداني، نادي الزوراء
- حاتم زيدان، نادي الزوراء
- علي مهاوي، نادي الزوراء
- ثائر كروما، نادي الطلبة
- عبداللطيف محمد سلقيني، نادي الطلبة
- كرار علي دودح، نادي الطلبة
- سامر سعيد مجبل، نادي الطلبة
- مهدي كريم عجيل، نادي الطلبة
- احمد ناظم عويد، نادي الطلبة
- مصطفى الامين علي، نادي الطلبة
- محمد عبد الزهرة، نادي الطلبة
- محمد عبد الله أبو شامة، نادي كربلاء
- نور المصطفى خماس، نادي كربلاء
- جاسم محمد، نادي كربلاء
- حسين جمال، نادي كربلاء
- ميثم حمزة، نادي كربلاء
- محمد كريم[ ؟ ]، نادي كربلاء
- جوناثان بيرناردو، نادي الشرطة[ ؟ ]
- حسن علي كاظم، نادي الشرطة[ ؟ ]
- وليد سالم اللامي، نادي الشرطة[ ؟ ]
- مهدي كامل شلتاغ، نادي الشرطة[ ؟ ]
- أحمد الصالح، نادي الشرطة[ ؟ ]
- احمد فاضل، نادي الشرطة[ ؟ ]
- ابراهيم نعيم مطر، نادي الشرطة[ ؟ ]
- حيدر جبار، نادي الكرخ
- نمير حميد، نادي الكرخ
- احمد شرشاب، نادي الكرخ
- مصطفى كريم[ ؟ ]، نادي الكرخ
- بابا موسى، نادي الكرخ
- إبراهيم الجارح، نادي الكرخ
- جيلسون فرير، نادي الميناء
- عبد الله محسن، نادي الميناء
- عبد الهادي إبراهيم (هويدي زقلام)، نادي الميناء
- حمزة عدنان لفتة، نادي الميناء
- احمد محسن عاشور، نادي الميناء
- عمار سامي، نادي الصناعة
- رواد ارزيج، نادي الصناعة
- عقيل خيري، نادي الصناعة
- ابراهيم ياسين، نادي الصناعة
- سجاد حسين، نادي بغداد
- جاسم محمد عكلة، نادي بغداد
- صفاء هادي عبد الله، نادي بغداد
- عامر صاحب، نادي بغداد
- اكاتشو اكوري، نادي بغداد
- اشرف عبد الكريم، نادي النفط
- حسام كاظم جبر، نادي النفط
- قاسم زيدان، نادي النفط
- علي عبيد، نادي النفط
- عمار كاظم متعب، نادي النفط
- محمد عبد القادر[ ؟ ]، نادي نفط ميسان
- ريمي، نادي نفط ميسان
- احمد سعيد[ ؟ ]، نادي نفط ميسان
- أحمد سعدون، نادي نفط ميسان
- محمد جبار رباط، نادي نفط الجنوب
- وسام مالك منور، نادي نفط الجنوب
- ادم عبد الباسط، نادي نفط الجنوب
- كرار حسين، نادي نفط الجنوب
- محمد سلام عناد، نادي نفط الجنوب
- اياد سدير، نادي نفط الجنوب
- ثامر برغش، نادي نفط الوسط
- تامر حاج محمد، نادي نفط الوسط
- عصام ياسين، نادي نفط الوسط
- نبيل عباس، نادي نفط الوسط
- حيدر بدر، نادي النجف
- علي مالك، نادي النجف
- حيدر عبودي، نادي النجف
- كرار صالح، نادي النجف
- محمد قابل مهدي، نادي النجف
- أحمد حسين، نادي السماوة
- حيدر صباح، نادي السماوة
- محمد محسن[ ؟ ]، نادي السماوة
- كرار عباس، نادي السماوة
- احمد حامد، نادي الحدود
- عباس فاخر، نادي الحدود
- أمادو، نادي الكهرباء
- علي جلال، نادي الكهرباء
- سعد ناطق ناجي، نادي القوة الجوية
- همام طارق فرج، نادي القوة الجوية
- ريكاردو اليسون، نادي زاخو
- ميهاي ليكا، نادي زاخو
- عباس حسين رحيمة، نادي زاخو
- هونر احمد، نادي زاخو
- خالد موسى، نادي دهوك
- عدنان مستضيف، نادي دهوك
- جاسم محمد سليمان، نادي دهوك
- حاتم علي، نادي دهوك
- احمد الدوني، نادي دهوك
- أحمد مأمون، نادي دهوك
- كوسرت بايز علي، نادي أربيل
- ميرام كريم، نادي أربيل
- هردي سيامند، نادي أربيل
- فرحان شكور توفيق، نادي أربيل
- بارزان شيرزاد رشيد، نادي أربيل

هدف ذاتي
- علي عبد علي هدف في مرماه نادي الكرخ لعب ضد نادي نفط ميسان
- محمد ناصر نومي هدف في مرماه نادي نفط الوسط لعب ضد نادي نفط ميسان
- أكوري كايجوبو هدف في مرماه نادي بغداد لعب ضد نادي زاخو
- أمادو هدف في مرماه نادي الكهرباء لعب ضد نادي الطلبة
- عبد الله عبد الامير هدف في مرماه نادي بغداد لعب ضد نادي نفط الوسط
- علاء الشبلي هدف في مرماه نادي نفط الوسط لعب ضد نادي دهوك
- علي بهجت فاضل هدف في مرماه نادي الميناء لعب ضد نادي الزوراء
- علي لطيف هدف في مرماه نادي الزوراء لعب ضد نادي الكهرباء
- حسين عبد الواحد هدف في مرماه نادي الزوراء لعب ضد نادي النفط